# Bandera de la Pobla de Montornès
La bandera oficial de la Pobla de Montornès té la següent descripció:
Bandera apaïsada, de proporcions dos d'alt per tres de llarg, blanca a la primera meitat horitzontal i faixada de verd fosc, groc i porpra a la segona.
Va ser aprovada el 17 de desembre de 2018 i publicada al DOGC el 21 de desembre del mateix any amb el número 7773.